# امیل کیفسکی

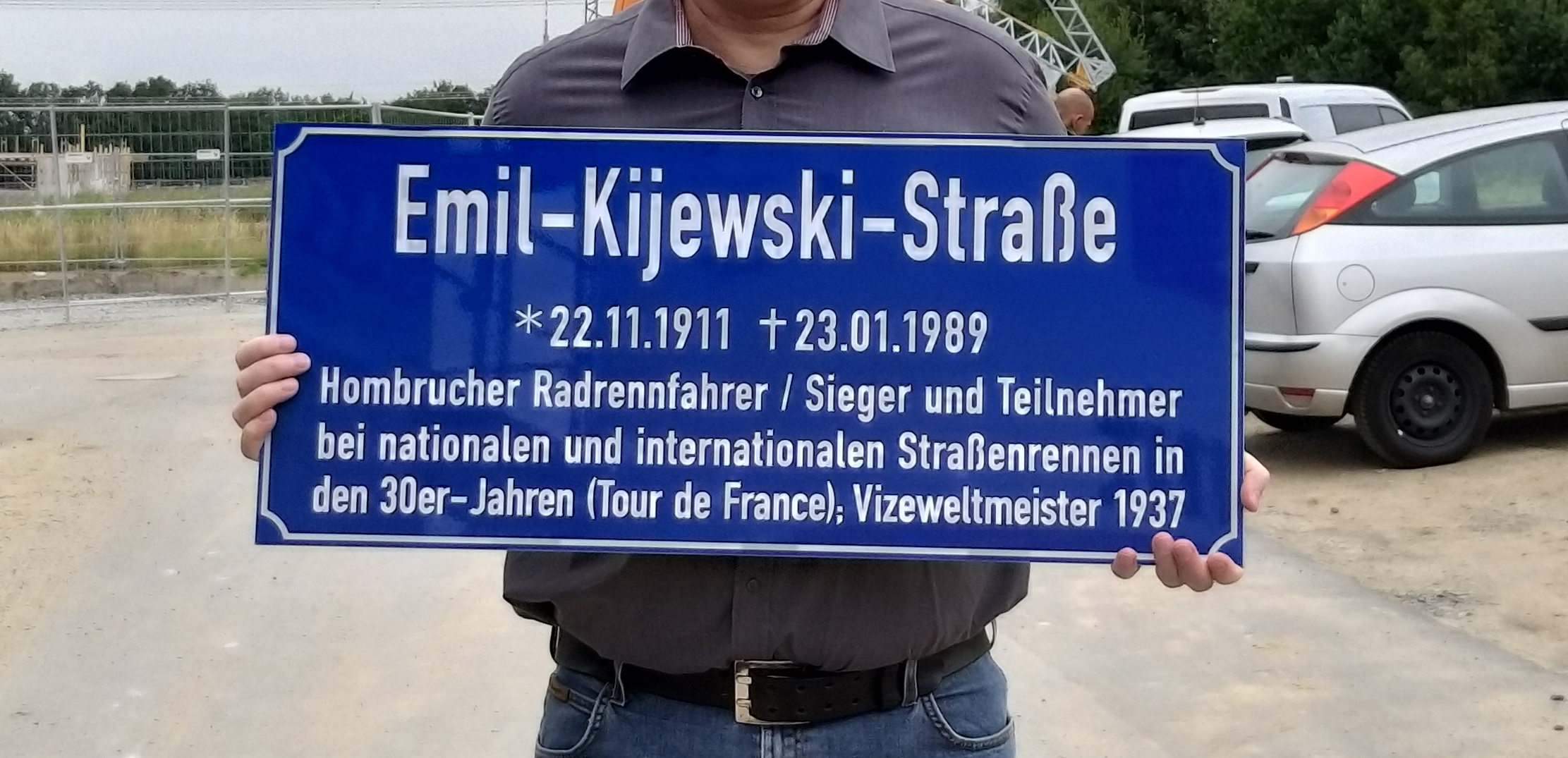
لوح‌یادبود امیل کیفسکی

امیل کیفسکی (انگلیسی: Emil Kijewski; ۲۲ نوامبر ۱۹۱۱ – ۲۳ ژانویهٔ ۱۹۸۹) دوچرخه‌سوار اهل آلمان بود.